# يو إف سي ليلة القتال: إدغار ضد الزومبي الكوري
يو إف سي ليلة القتال: إدغار ضد الزومبي الكوري (بالإنجليزية: UFC Fight Night: Edgar vs. The Korean Zombie)‏ هو حدث لفنون القتال المختلطة نظمته يو إف سي، أُقيم في 21 ديسمبر 2019، على ساجيك أرينا في بوسان، كوريا الجنوبية.